# Appilly
Appilly est une commune française située dans le département de l'Oise en région Hauts-de-France.

## Géographie

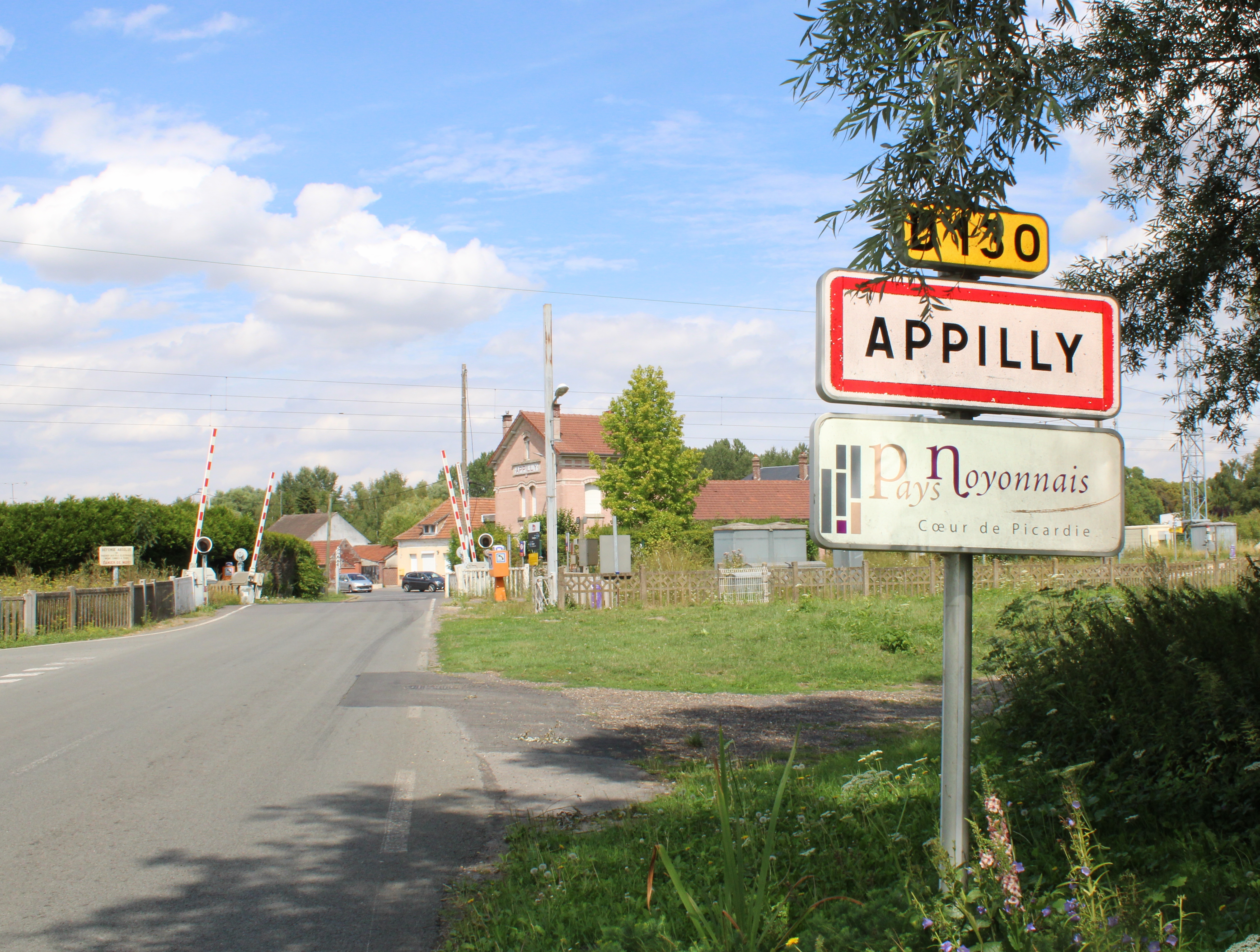
Entrée du village avec le passage à niveau et l'ancienne gare.

Appilly est un village rural de la vallée de l'Oise situé à mi-distance de Noyon et de Chauny, dans le département de l’Oise mais limitrophe de l'Aisne, à 29 km au nord-est de Soissons, à 37 km à l'ouest de Laon et à 32 km au sud-ouest de Saint-Quentin. Il est limité au nord par le tracé initial de l'ancienne route nationale 32 (actuelle RD 1032).

### Hydrographie

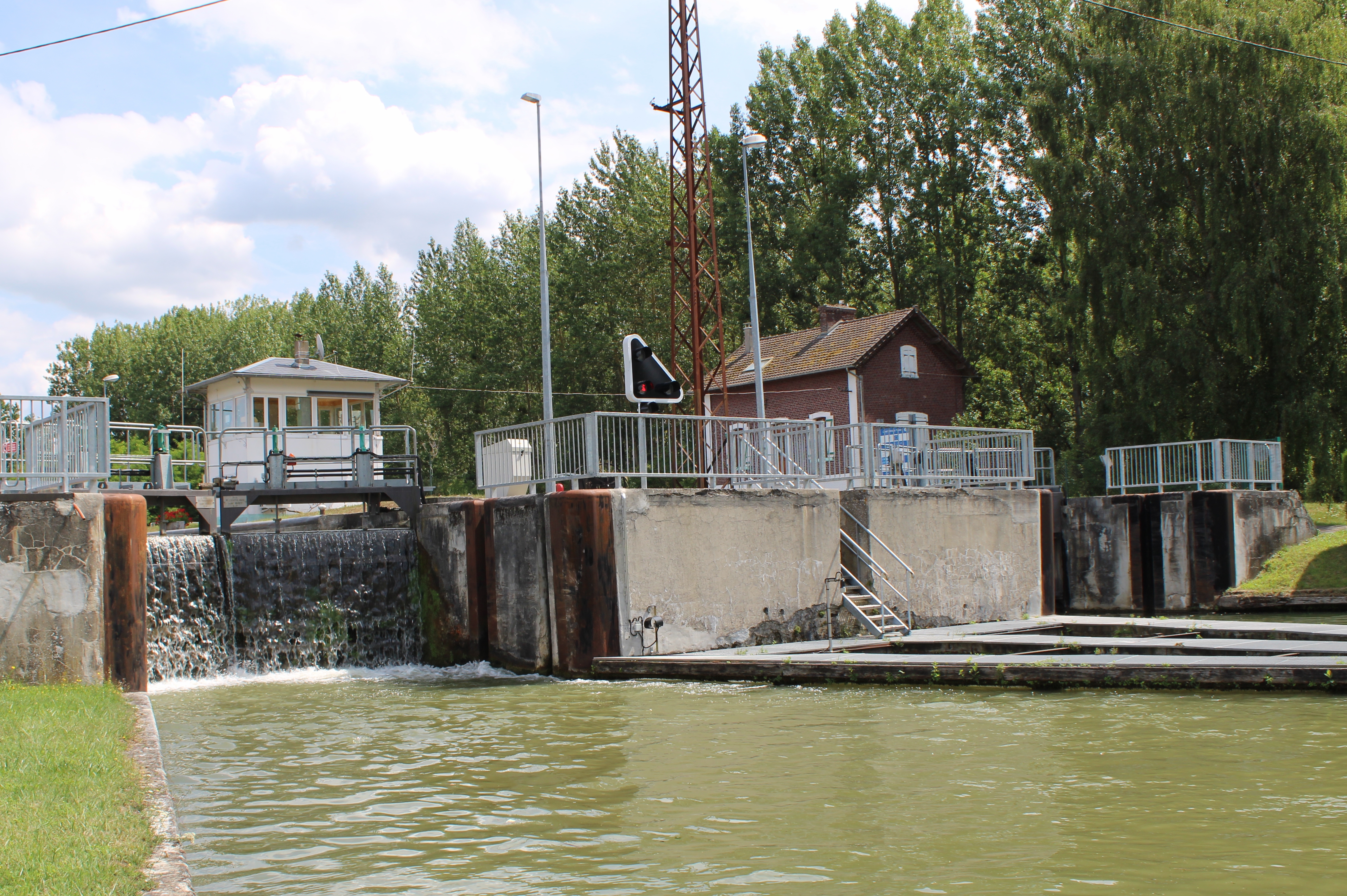
L'écluse du canal.

Appilly est traversée par le canal latéral à l'Oise. L'écluse double no 1 de Saint-Hubert se trouve à la limite ouest de la commune.
La limite sud de la commune est constituée par le lit de l'Oise (rivière), l'un des principaux affluents en rive droite de la Seine. Le Grand Ru, le Ru d'Héronval et le Ru Verglaux, qui drainent le territoire communal, y confluent.
Le village, qui est fréquemment inondé, l'a été à trois reprises durant l'hiver 2020/21,.
L'Entente Oise-Aisne préconise en 2021 des aménagements et des buttes pour limiter ce risque d'inondation.

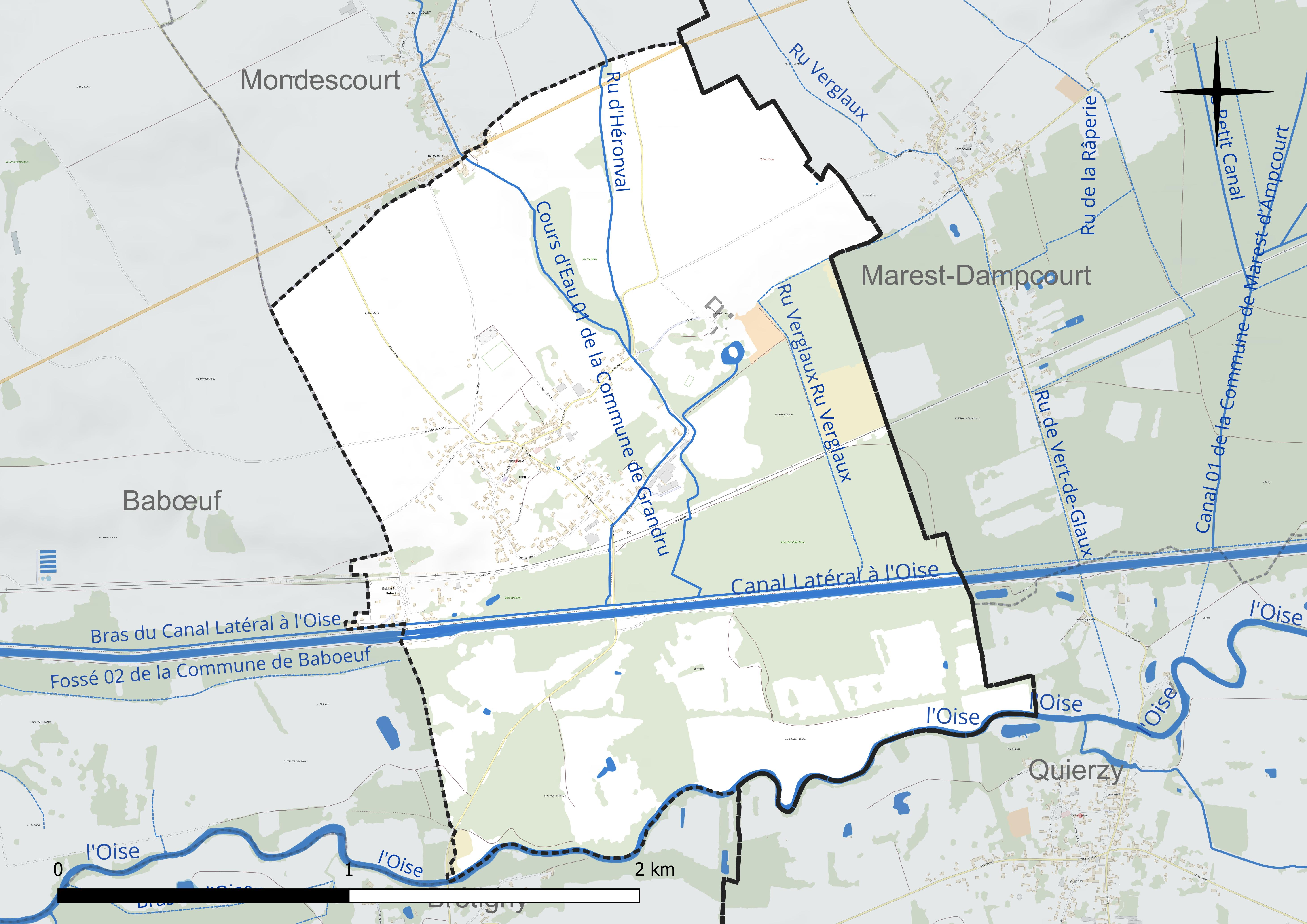
Réseau hydrographique d'Appilly.

### Climat
Pour des articles plus généraux, voir Climat des Hauts-de-France et Climat de l'Oise.
En 2010, le climat de la commune est de type climat océanique dégradé des plaines du Centre et du Nord, selon une étude du CNRS s'appuyant sur une série de données couvrant la période 1971-2000. En 2020, Météo-France publie une typologie des climats de la France métropolitaine dans laquelle la commune est dans une zone de transition entre le climat océanique et le climat océanique altéré et est dans la région climatique Nord-est du bassin Parisien, caractérisée par un ensoleillement médiocre, une pluviométrie moyenne régulièrement répartie au cours de l’année et un hiver froid (3 °C).
Pour la période 1971-2000, la température annuelle moyenne est de 10,6 °C, avec une amplitude thermique annuelle de 15,3 °C. Le cumul annuel moyen de précipitations est de 674 mm, avec 11,4 jours de précipitations en janvier et 8,6 jours en juillet. Pour la période 1991-2020, la température moyenne annuelle observée sur la station météorologique la plus proche, située sur la commune de Chauny à 8 km à vol d'oiseau, est de 11,1 °C et le cumul annuel moyen de précipitations est de 709,9 mm,. Pour l'avenir, les paramètres climatiques de la commune estimés pour 2050 selon différents scénarios d'émission de gaz à effet de serre sont consultables sur un site dédié publié par Météo-France en novembre 2022.

## Urbanisme

### Typologie
Au 1er janvier 2024, Appilly est catégorisée commune rurale à habitat dispersé, selon la nouvelle grille communale de densité à sept niveaux définie par l'Insee en 2022.
Elle est située hors unité urbaine. Par ailleurs la commune fait partie de l'aire d'attraction de Noyon, dont elle est une commune de la couronne,. Cette aire, qui regroupe 38 communes, est catégorisée dans les aires de moins de 50 000 habitants,.

### Occupation des sols
L'occupation des sols de la commune, telle qu'elle ressort de la base de données européenne d’occupation biophysique des sols Corine Land Cover (CLC), est marquée par l'importance des territoires agricoles (63,3 % en 2018), une proportion sensiblement équivalente à celle de 1990 (63,1 %). La répartition détaillée en 2018 est la suivante : 
terres arables (37 %), forêts (23,6 %), prairies (20,2 %), zones urbanisées (8,4 %), zones agricoles hétérogènes (6,1 %), milieux à végétation arbustive et/ou herbacée (4,6 %). L'évolution de l’occupation des sols de la commune et de ses infrastructures peut être observée sur les différentes représentations cartographiques du territoire : la carte de Cassini (XVIIIe siècle), la carte d'état-major (1820-1866) et les cartes ou photos aériennes de l'IGN pour la période actuelle (1950 à aujourd'hui).

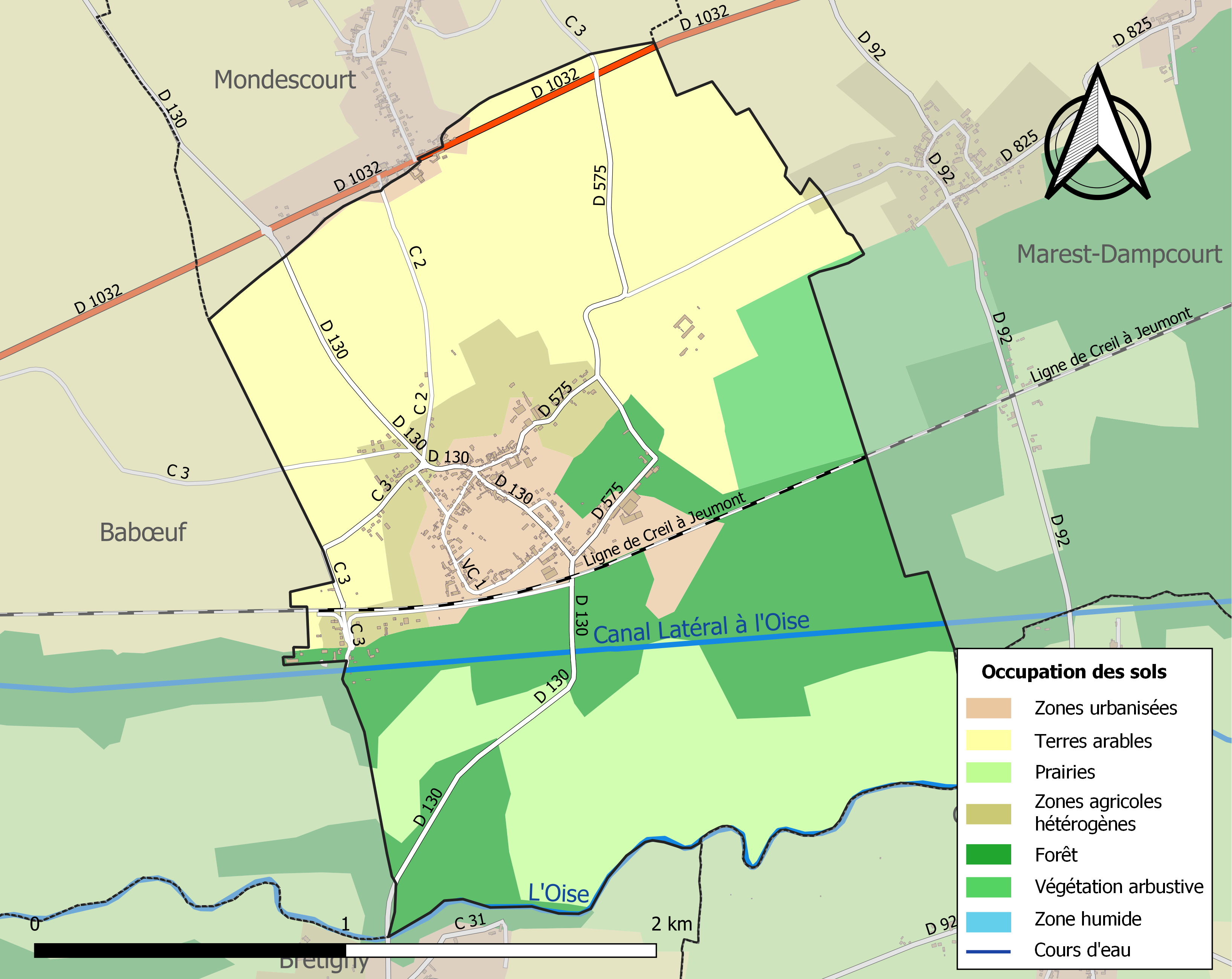
Carte des infrastructures et de l'occupation des sols de la commune en 2018 (CLC).

### Lieux-dits, hameaux et écarts
Au nord de la commune, sur la RD 1032 se trouve le hameau de la Bretelle, partagé avec Mondescourt.

### Habitat et logement
En 2018, le nombre total de logements dans la commune était de 226, alors qu'il était de 228 en 2013 et de 194 en 2008.
Parmi ces logements, 87,6 % étaient des résidences principales, 3,6 % des résidences secondaires et 8,9 % des logements vacants. Ces logements étaient pour 95,6 % d'entre eux des maisons individuelles et pour 4 % des appartements.
Le tableau ci-dessous présente la typologie des logements à Appilly en 2018 en comparaison avec celle de l'Oise et de la France entière. Une caractéristique marquante du parc de logements est ainsi une proportion de résidences secondaires et logements occasionnels (3,6 %) supérieure à celle du département (2,5 %) et à celle de la France entière (9,7 %). Concernant le statut d'occupation de ces logements, 86,4 % des habitants de la commune sont propriétaires de leur logement (84,3 % en 2013), contre 61,4 % pour l'Oise et 57,5 pour la France entière.
| Typologie                                               | Appilly | Oise | France entière |
| ------------------------------------------------------- | ------- | ---- | -------------- |
| Résidences principales (en %)                           | 87,6    | 90,4 | 82,1           |
| Résidences secondaires et logements occasionnels (en %) | 3,6     | 2,5  | 9,7            |
| Logements vacants (en %)                                | 8,9     | 7,1  | 8,2            |

### Voies de communication et transports
La gare d'Appilly, qui n'est plus qu'un point d'arrêt non géré (PANG) et peu fréquenté  sur la ligne de Creil à Jeumont, est desservie par des trains TER Hauts-de-France (ligne Compiègne – Saint-Quentin).
La commune est desservie, en 2023, par la ligne 672 du réseau interurbain de l'Oise.
La Trans'Oise ou Scandibérique, une voie verte pour les piétons et les cyclistes, a été construite fin 2011, et est incluse dans la véloroute transeuropéenne EuroVelo 3.

## Toponymie
Appilly était dénommée Appilly, Apilly, Appelli en 1114, Apeill en 1262, Appelly en 1313, Appilli, Appeilly en 1596 (Apiliacum, Appiliacum, Apeillacum en 1179, Appelliacum  en 1200)

## Histoire
Au lieu dit : la Couture d'Estay a été découvert au XIXe siècle  un tombeau romain contenant des restes d'armures, des agrafes, une sonnette, un sceau d'ivoire, une grande amphore, plusieurs vases en terre, de couleur
rouge et noire ; quelques médailles et quantité d'autres objets. On y recueillit, contenu dans un cadre d'ivoire, un magnifique médaillon de bronze d'Antonin, présentant, au revers, un char attelé de quatre lions. Enfin on trouva un vexillum ou étendard de cavalerie.
La terre d'Appilly a été donnée vers 980 à  Abbaye de Saint-Éloi-Fontaine par l'évêque Linduiphe.
Au milieu du XIXe siècle, la commune comptait un moulin à eau, et, au lieu-dit Estay, une raffinerie de sucre
Un accident ferroviaire y a lieu le 9 septembre 1894. Sur la ligne de Paris à Jeumont, entre Noyon et Chauny, vers 14 heures, une machine de manœuvre coupe les voies principales pour remiser quatre wagons de marchandises alors qu'arrive à pleine vitesse le rapide 115 Paris-Bruxelles-Cologne. L'accident fait 5 morts, dont le chef de gare qui dirigeait la manœuvre, et une vingtaine de blessés graves.

## Politique et administration

### Rattachements administratifs et électoraux

#### Rattachements administratifs
La commune se trouve  dans l'arrondissement de Compiègne du département de l'Oise.
Elle faisait partie depuis 1802 du canton de Noyon. Dans le cadre du redécoupage cantonal de 2014 en France, cette circonscription administrative territoriale a disparu, et le canton n'est plus qu'une circonscription électorale.

#### Rattachements électoraux
Pour les élections départementales, la commune fait partie depuis 2014 d'un nouveau  canton de Noyon
Pour l'élection des députés, elle fait partie de la sixième circonscription de l'Oise.

### Intercommunalité
Appilly est membre de la communauté de communes du Pays Noyonnais, un établissement public de coopération intercommunale (EPCI) à fiscalité propre créé en 2005 et auquel la commune a transféré un certain nombre de ses compétences, dans les conditions déterminées par le code général des collectivités territoriales. Cette intercommunalité succédait au district de la haute vallée de l’Oise créé en 1994 et qui remplaçais lui-même un SIVOM institué en 1970.

## Équipements et services publics

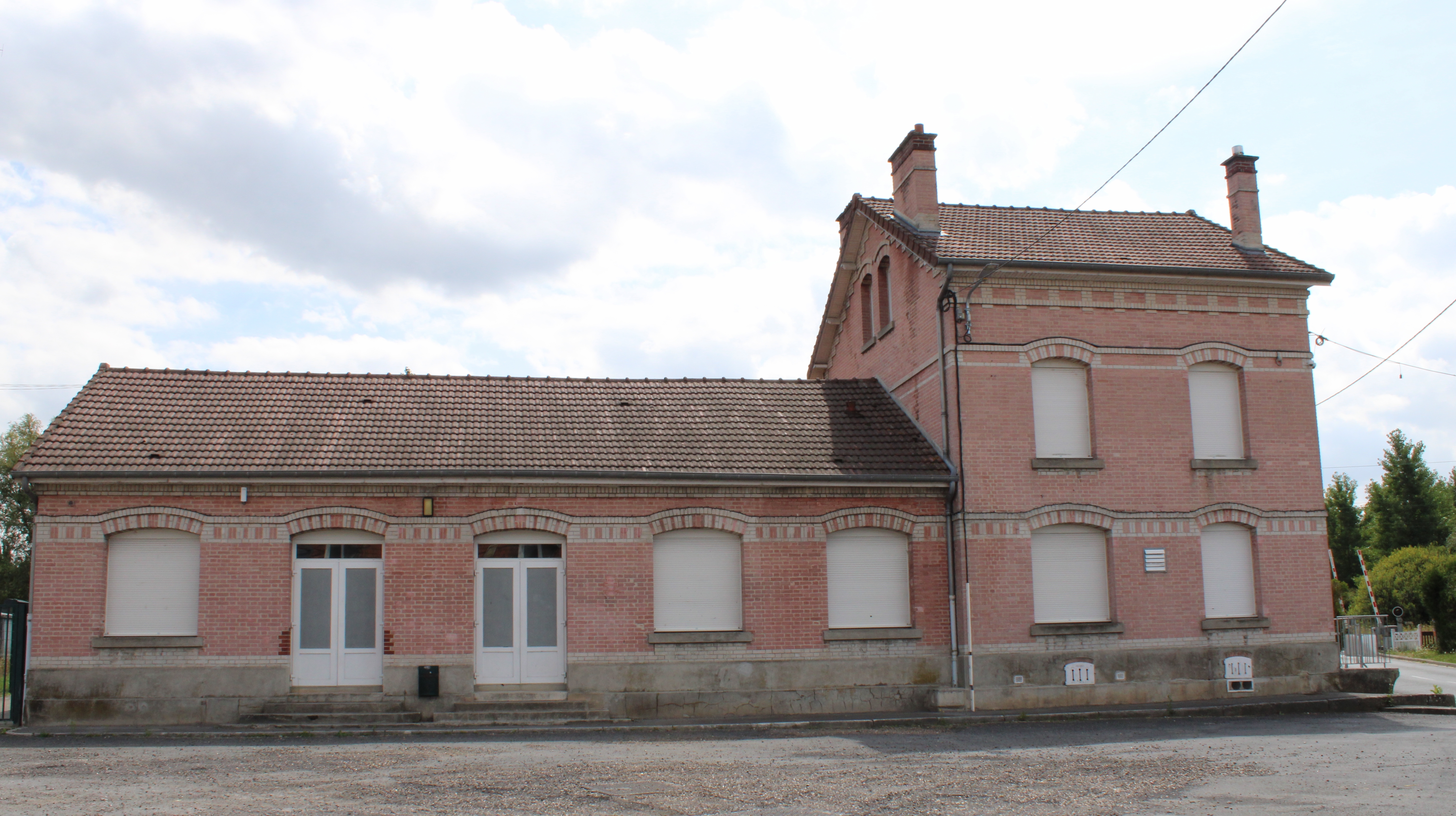
L'ancienne gare, rachetée par la commune, en est devenue la salle des fêtes.

### Liste des maires
| Période                                  | Période                       | Identité                              | Étiquette | Qualité                                                                       |
| ---------------------------------------- | ----------------------------- | ------------------------------------- | --------- | ----------------------------------------------------------------------------- |
| Les données manquantes sont à compléter. |                               |                                       |           |                                                                               |
| juin 1995                                | novembre 2003,                | Michel Kirgener de Planta (1931-2003) |           | Baron Vice-président de la CC de la Haute Vallée de l'Oise Décédé en fonction |
| 2003                                     | 2008                          | Guy Dumenil                           | DVD       |                                                                               |
| mars 2008                                | mai 2020                      | Jean-François Turgy,                  | SE        | Entrepreneur en bâtiment                                                      |
| mai 2020                                 | En cours (au 2 décembre 2020) | Michel Leger                          |           |                                                                               |

## Population et société

### Démographie

#### Évolution démographique
L'évolution du nombre d'habitants est connue à travers les recensements de la population effectués dans la commune depuis 1793. Pour les communes de moins de 10 000 habitants, une enquête de recensement portant sur toute la population est réalisée tous les cinq ans, les populations de référence des années intermédiaires étant quant à elles estimées par interpolation ou extrapolation. Pour la commune, le premier recensement exhaustif entrant dans le cadre du nouveau dispositif a été réalisé en 2006.

En 2022, la commune comptait 505 habitants, en évolution de −5,96 % par rapport à 2016 (Oise : +0,87 %, France hors Mayotte : +2,11 %).
| 1793 | 1800 | 1806 | 1821 | 1831 | 1836 | 1841 | 1846 | 1851 |
| ---- | ---- | ---- | ---- | ---- | ---- | ---- | ---- | ---- |
| 327  | 280  | 359  | 308  | 338  | 332  | 331  | 341  | 335  |

| 1856 | 1861 | 1866 | 1872 | 1876 | 1881 | 1886 | 1891 | 1896 |
| ---- | ---- | ---- | ---- | ---- | ---- | ---- | ---- | ---- |
| 305  | 310  | 315  | 296  | 294  | 280  | 299  | 297  | 317  |

| 1901 | 1906 | 1911 | 1921 | 1926 | 1931 | 1936 | 1946 | 1954 |
| ---- | ---- | ---- | ---- | ---- | ---- | ---- | ---- | ---- |
| 345  | 355  | 345  | 326  | 392  | 325  | 352  | 359  | 394  |

| 1962 | 1968 | 1975 | 1982 | 1990 | 1999 | 2006 | 2011 | 2016 |
| ---- | ---- | ---- | ---- | ---- | ---- | ---- | ---- | ---- |
| 386  | 406  | 582  | 516  | 515  | 503  | 507  | 519  | 537  |

| 2021 | 2022 | - | - | - | - | - | - | - |
| ---- | ---- | - | - | - | - | - | - | - |
| 517  | 505  | - | - | - | - | - | - | - |

#### Pyramide des âges
La population de la commune est relativement jeune.
En 2018, le taux de personnes d'un âge inférieur à 30 ans s'élève à 39,4 %, soit au-dessus de la moyenne départementale (37,3 %). À l'inverse, le taux de personnes d'âge supérieur à 60 ans est de 18,3 % la même année, alors qu'il est de 22,8 % au niveau départemental.
En 2018, la commune comptait 274 hommes pour 270 femmes, soit un taux de 50,37 % d'hommes, légèrement supérieur au taux départemental (48,89 %).
Les pyramides des âges de la commune et du département s'établissent comme suit.
| Hommes | Classe d’âge | Femmes |
| ------ | ------------ | ------ |
| 0,0    | 90 ou +      | 0,0    |
| 6,2    | 75-89 ans    | 6,7    |
| 11,3   | 60-74 ans    | 12,6   |
| 23,9   | 45-59 ans    | 22,0   |
| 19,2   | 30-44 ans    | 19,2   |
| 21,1   | 15-29 ans    | 15,1   |
| 18,3   | 0-14 ans     | 24,4   |

| Hommes | Classe d’âge | Femmes |
| ------ | ------------ | ------ |
| 0,5    | 90 ou +      | 1,4    |
| 5,5    | 75-89 ans    | 7,6    |
| 15,6   | 60-74 ans    | 16,3   |
| 20,8   | 45-59 ans    | 20     |
| 19,4   | 30-44 ans    | 19,4   |
| 17,6   | 15-29 ans    | 16,2   |
| 20,6   | 0-14 ans     | 19,1   |

## Économie
La commune a perdu son dernier commerce en 2021, une épicerie/restaurant, frappé par les inondations et la pandémie de Covid-19 en France

## Culture locale et patrimoine

### Lieux et monuments
- L'église a été reconstruite à l'identique après les destructions de la Première Guerre mondiale. Auparavant, l'église datait, pour ses parties les plus anciennes, du XVIe siècle.
La façade  a été construite en style néoclassique  de 1839 à 1842 par l’architecte Maintenay, de Compiègne.
Le mobilier (lambris, bancs, stalles, confessionnal, fonts baptismaux) date principalement du XIXe siècle et les trois autels sont de style art-déco[31].

- Le monument aux morts est en forme de triptyque, en bas-relief composé bas-relief d'une veuve et d'une orpheline. À côté de celles-ci, un casque sur une tombe. Il fut inauguré le 6 octobre 1929 et est en calcaire, pour un coût de construction de 8 250 francs. Son architecte est Michel-Baron, habitant de Paris mais son sculpteur est Léon-Marius Cladel, né à Sèvres et habitant de Paris. Ce dernier signa la sculpture contrairement à l'architecte[32].
- La pierre de Saint-Hubert, située en rive droite de l'Oise à l'entrée du village, est un imposant bloc de grès supposé être un monument druidique[16].

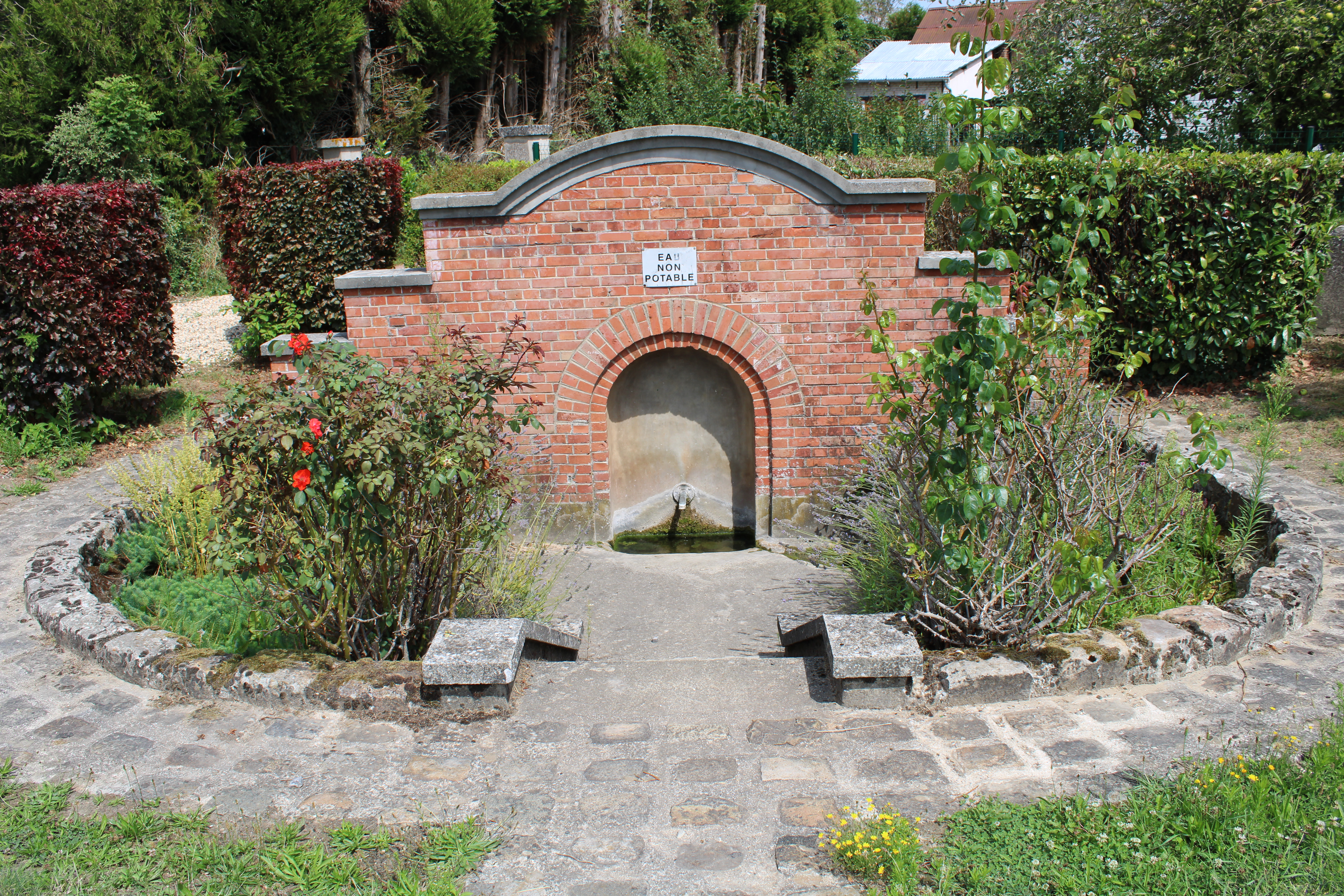
La fontaine du village.
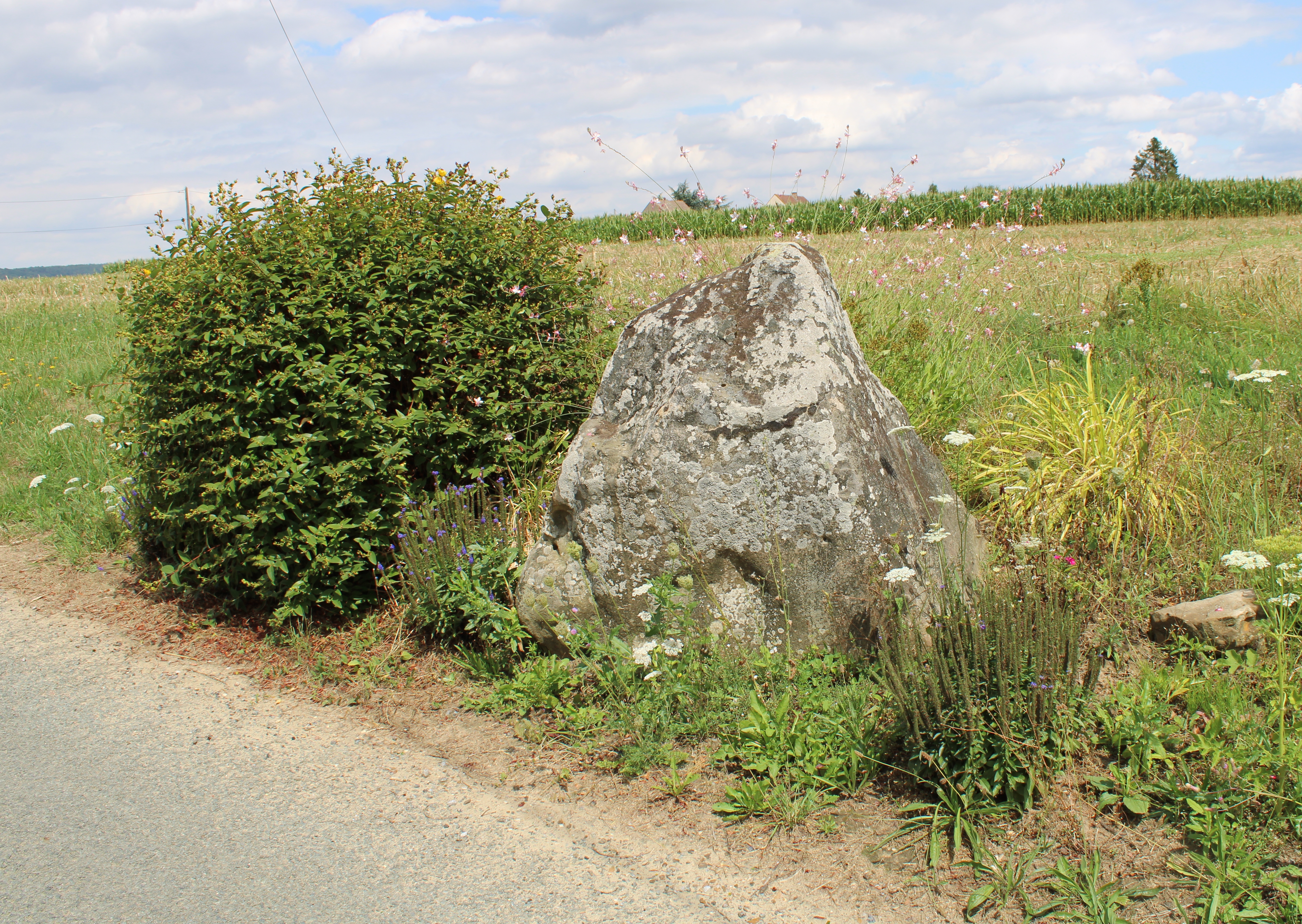
La pierre de Saint Hubert.
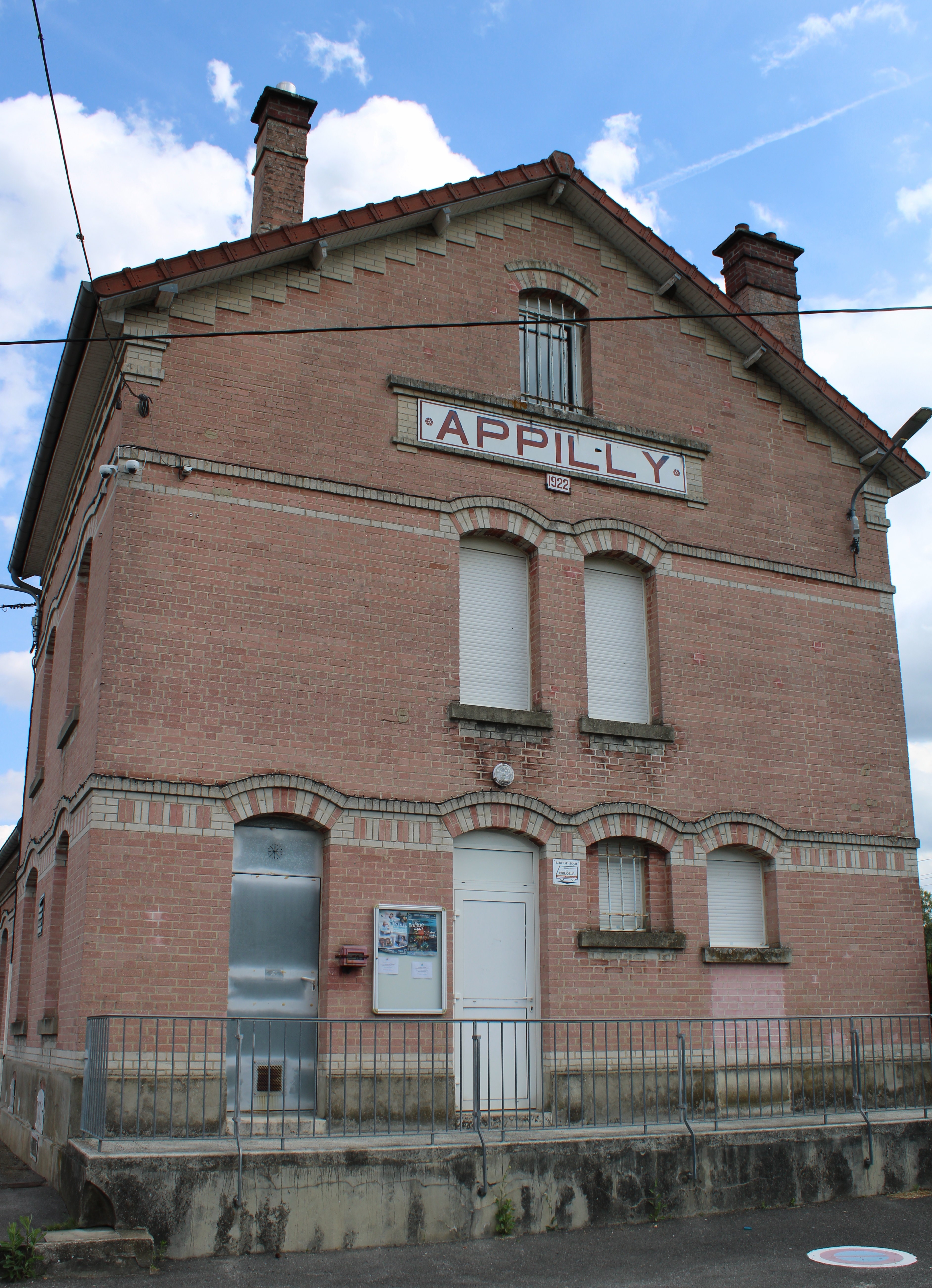
L'ancienne gare.
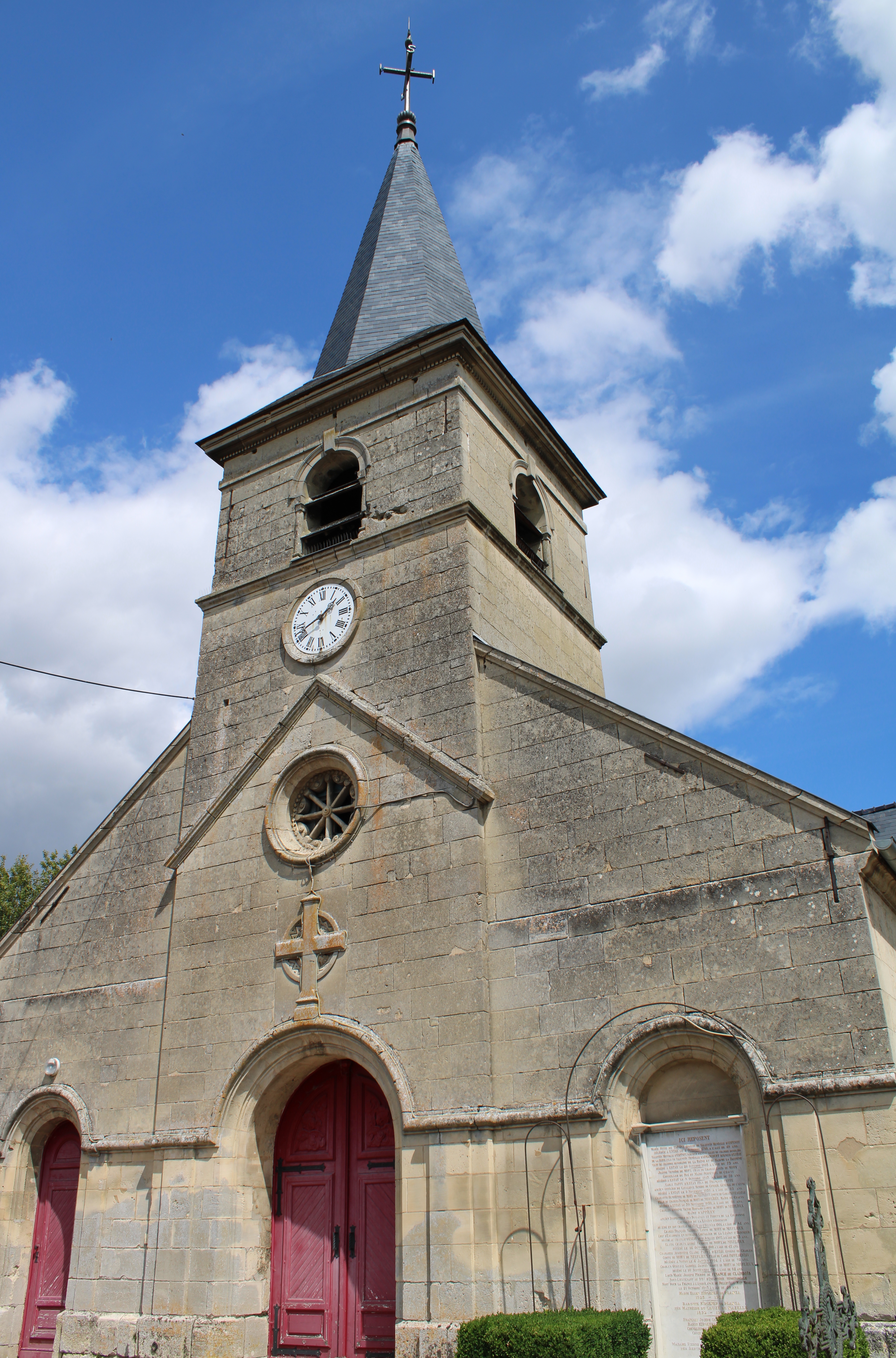
La façade de l'église
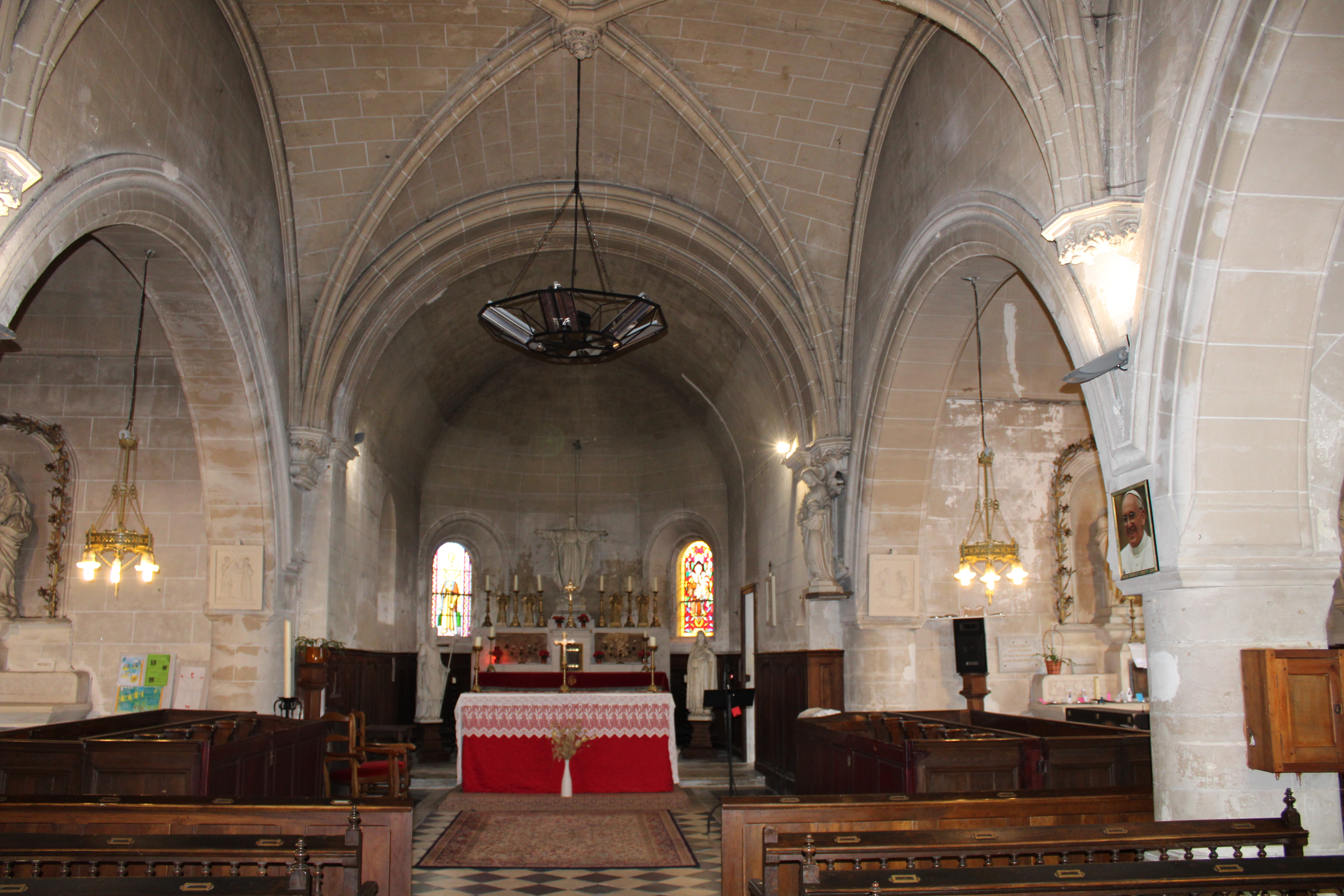
Intérieur de l'église.
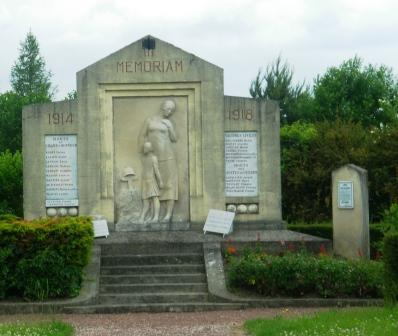
Le monument aux morts.
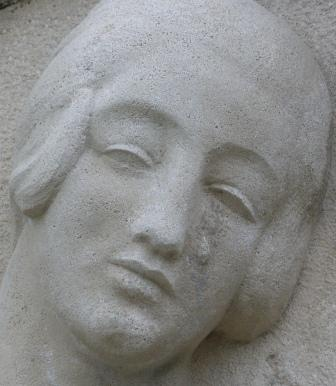
Détail de la mère épleurée du monument aux morts

### Personnalités liées à la commune
- Jacques Damerval est seigneur d'Appilly en 1625 ; il sert comme enseigne dans une compagnie du régiment du duc de Chaulnes[16].

- Charles de Brancas, marquis d'Appilly et de Maubec, appelé le comte de Brancas, est chevalier d'honneur de la reine Anne d'Autriche, et meurt à Paris, le 8 janvier 1681[16].
- Louis-Antoine de Brancas, fils de Louis, duc de Villars, pair de France, baron d'Oise et marquis d'Appilly, est chevalier des ordres du roi, aide-de-camp du duc de Bourgogne. Il épouse Marie-Angélique Frémyn de Moras, dont il eut Louis de Brancas, né le 5 mai 1714 et qui fut aussi marquis d'Appilly[16].